# (1860) Barbarossa
(1860) Barbarossa ist ein Asteroid des Hauptgürtels, der am 28. September 1973 vom Schweizer Astronomen Paul Wild, vom Observatorium Zimmerwald der Universität Bern aus, entdeckt wurde.